# Baumüller (Unternehmen)
Die Baumüller Nürnberg GmbH ist die Konzernobergesellschaft der Baumüller-Gruppe, einem deutschen Hersteller elektrischer Automatisierungs- und Antriebssysteme mit Stammsitz in Nürnberg.

## Geschichte

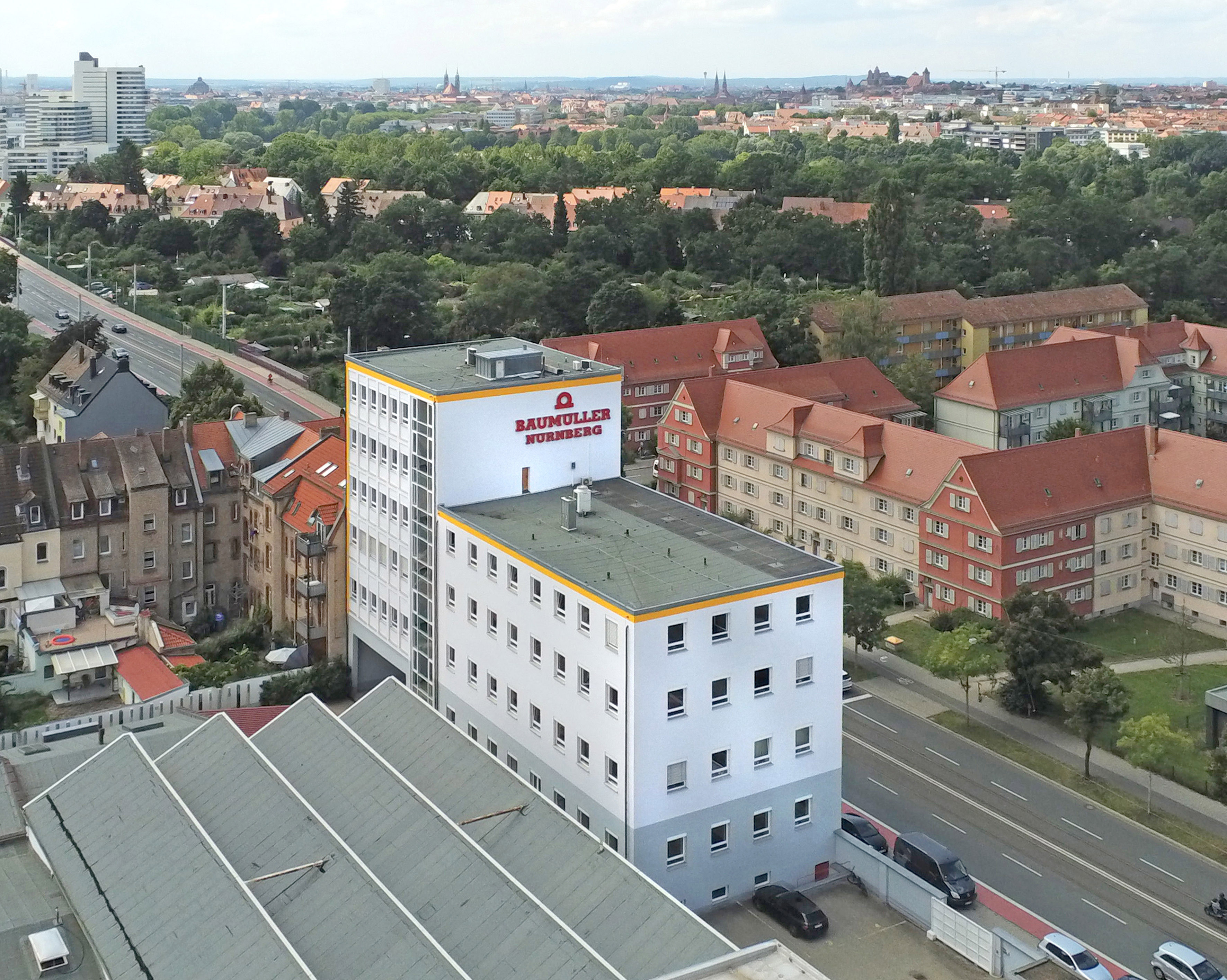
Stammsitz der Baumüller Gruppe in Nürnberg

Das Unternehmen wurde 1930 vom Ingenieurkaufmann Adam Baumüller unter dessen Namen gegründet. Als Geschäftsfelder wurden dabei die Herstellung der der Großhandel mit elektrischen Apparaten, der Großhandel mit gebrauchten Elektromotoren und Maschinen sowie eine Reparaturwerkstatt angegeben. 1935 wurde das Unternehmen zur Offenen Handelsgesellschaft umgewandelt und der Elektroingenieur und Elektromaschinenbaumeister Heinrich Baumüller (1909–1973) als Gesellschafter aufgenommen. 1940 firmierte das Unternehmen weiterhin unter Adam Baumüller und als Elektromotorenfabrik. Während des Zweiten Weltkriegs waren in der Produktion Zwangsarbeiter aus dem Kriegsgefangenenlager Stalag XIII D in Langwasser tätig. Zwischen 1943 und Ende 1944 kamen 300 Kriegsgefangene aus Russland zum Einsatz. 1973 übernahm Günter Baumüller (1940–2017) das elterliche Unternehmen und baute es zu einem internationalen Industrieunternehmen für Antriebs- und Automatisierungssysteme aus.

### Eigentümerstruktur und Anteilseigner
Die Baumüller-Gruppe befindet sich über die Baumüller Holding zu 100 % im Besitz der Geschwister Andreas Baumüller und Karin Baumüller-Söder.

### Produkte
Baumüller ist Hersteller elektrischer Antriebs- und Automatisierungssysteme. An den Produktionsstandorten in Deutschland, Tschechien, Slowenien, Indien und China sowie in über 40 Niederlassungen weltweit entwickeln und produzieren rund 1900 Mitarbeitende intelligente Systemlösungen für den Maschinenbau und die E-Mobilität.
Das Unternehmen entwickelt und produziert:
- Elektromotoren
- Umrichter
- Steuerungs- und Regelungstechnik
- Industriekommunikation: Profibus
- Softwaretools für Antriebstechnik
- Schaltschränke, -säulen, -felder und -pulte
- Blechteile und -verkleidungen
- Kabelkonfektion
- energieeffiziente Antriebstechnik[10]